# Ngô đá
Ngô đá  (Zea mays var. Indurata; còn được gọi là ngô Indian hoặc đôi khi là ngô calico) là một biến thể của ngô, cùng loại với ngô thông thường. Bởi vì mỗi hạt có lớp ngoài cứng để bảo vệ nội nhũ mềm, nên nó được coi là cứng như đá lửa; do đó nó có tên như thế. Sáu loại ngô chính là ngô mẻ, ngô đá, ngô vỏ, bỏng ngô, ngô bột và ngô ngọt.

## Lịch sử
Với hàm lượng tinh bột ít hơn ngô mẻ (Zea mays indentata), ngô đá không có vết lõm trong mỗi hạt mà ngô mẻ có tên như thế. Đây là một trong ba loại ngô được trồng bởi người Mỹ bản địa, cả ở New England và trên khắp miền bắc, bao gồm các bộ lạc như Pawnee ở Great Plains. Các nhà khảo cổ đã tìm thấy bằng chứng về việc trồng ngô như vậy ở Hoa Kỳ giống như ngày nay từ năm 1000 trước Công nguyên. Việc trồng ngô đã xảy ra hàng trăm năm trước trong số những người theo văn hóa Mississippi, nơi có nền văn minh phát triển dựa trên mật độ dân số và thương mại vì cây ngô tạo ra giá trị thặng dư.

## Đặc điểm nổi bật

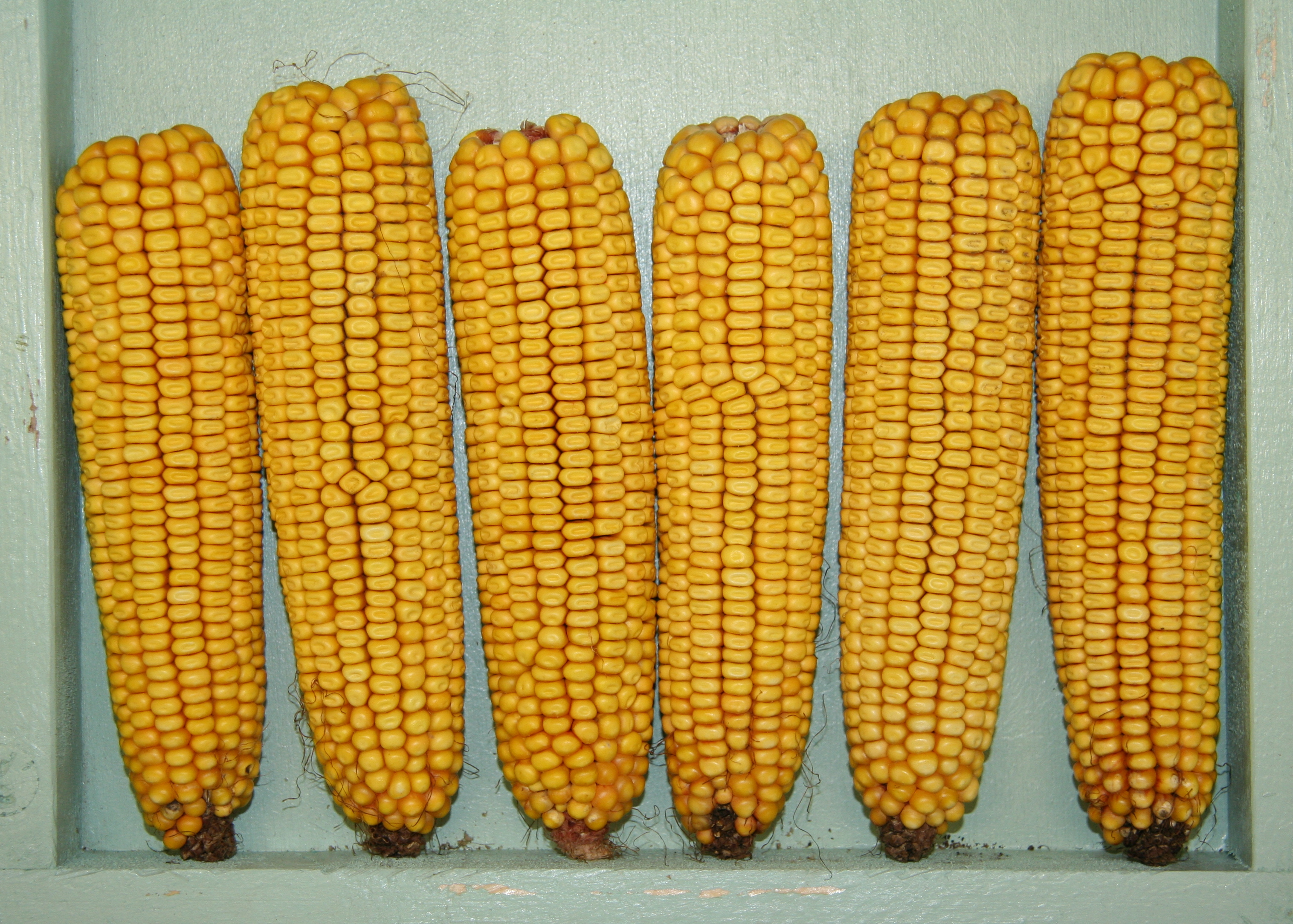
Khi chín hoàn toàn, bắp ngô có một vết lõm rõ rệt hoặc vết lõm ở đỉnh của mỗi hạt nhân. Hạt ngô flint thiếu những trầm cảm.

Bởi vì ngô đá có hàm lượng nước rất thấp, nó có khả năng chống đông hơn các loại rau củ khác. Đó là vụ mùa duy nhất ở Vermont tồn tại " Năm không có mùa hè " khét tiếng của New England năm 1816.

### Màu sắc
Màu sắc của ngô đá thường khác với ngô trắng và vàng, nhiều trong số chúng đã được nhân giống sau này. Hầu hết ngô đá có nhiều màu. Giống như biến thể Linnaeus của ngô, bất kỳ hạt nhân nào cũng có thể chứa sắc tố vàng zeaxanthin nhưng với nồng độ khác nhau hơn.

## Công dụng
Bỏng ngô (Zea mays everta, nghĩa là "ngô quay ra ngoài") được coi là một biến thể của loại này. Nó có một hạt nhân cứng, hơi mờ.
Ngô đá cũng là loại ngô được ưa thích để làm món hominy, một loại thực phẩm chủ yếu ở châu Mỹ kể từ thời tiền Columbus.
Các giống ngô đá có tỷ lệ hạt lớn với màu sắc bên ngoài là màu vàng, chủ yếu được sử dụng trang trí, đáng chú ý là một phần của các vật dụng trang trí cho Lễ Tạ ơn ở Hoa Kỳ. Chúng thường được gọi là "ngô trang trí" hoặc "ngô Indian", mặc dù mỗi tên đó cũng có ý nghĩa khác. Những giống này có thể được bật và ăn như bỏng ngô.